# Johann Ernst von Kunheim

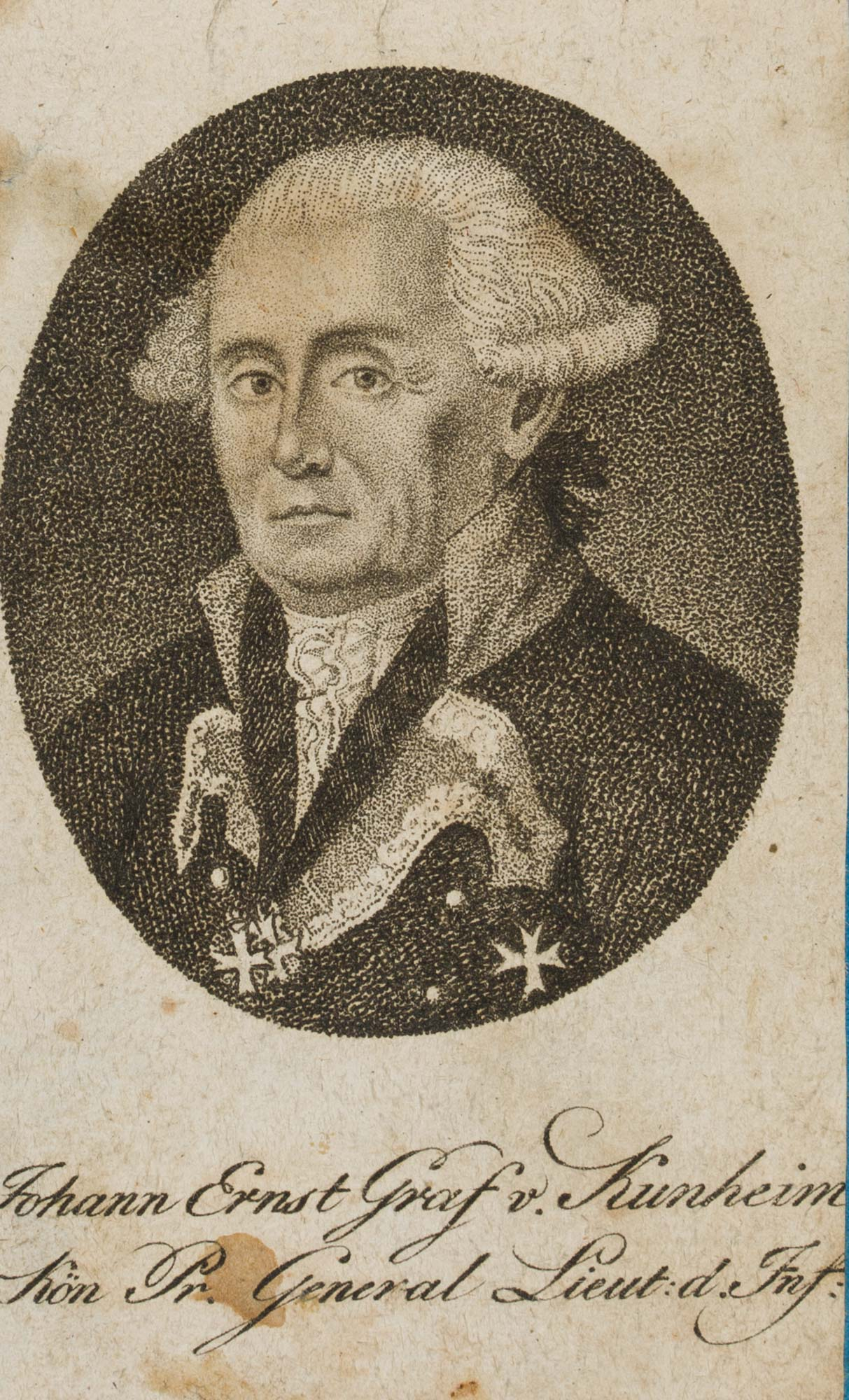
Johann Ernst von Kunheim

Johann Ernst von Kunheim (* 30. Januar 1730 in Königsberg; † 19. Januar 1818 ebenda) war ein preußischer Generalleutnant.

## Leben

### Familie
Johann Ernst von Kunheim entstammte dem ursprünglich elsässischen, dann in Preußen grundgesessenen Adelsgeschlecht Kunheim. Seine Eltern waren der preußische Staatsmann Johann Dietrich von Kunheim (1684–1752) und Maria Helena, geborene von Wallenrodt aus dem Hause Karmitten (1790–1777).
Er war seit dem 5. Oktober 1763 mit Christine Sophie Freiin von Loeben († 9. März 1767) verheiratet. Sie war die Tochter des Landeshauptmanns der Niederlausitz. Seine zweite Frau wurde am 11. September 1769 Charlotte Sophie von Kanitz aus dem Haus Podangen (1748–1818).

### Militärkarriere
Kunheim war schon in seinem zwölften Lebensjahr an militärischen Einsätzen beteiligt, außerdem Augenzeuge der meisten Schlachten des Siebenjährigen Krieges. Dabei zog er die Aufmerksamkeit Friedrich des Großen auf sich. Kunheim kämpfte auch im Bayerischen Erbfolgekrieg. 1788 wurde er Oberst und erhielt im Jahr darauf den Orden Pour le Mérite. 1790 avancierte er zum Kommandeur des Infanterieregiments „von Gillern“. 1793 erhielt Kunheim das in Berlin stationierte Infanterieregiment „Alt-Bornstedt“ als Chef. Er nahm als Generalmajor 1794/95 am Polnischen Feldzug teil. Am 1. Juni 1798 erfolgte seine Beförderung zum Generalleutnant und am 5. Juni 1798 seine Erhebung in den Grafenstand. Bei seinem 50-jährigen Dienstjubiläum im Jahre 1802 erhielt er durch König Friedrich Wilhelm III. den Großen Roten Adlerorden. Am 11. Juli 1803 wurde er Kommendator der Johanniterkommende Gorgast. 1808 wechselte er auf die Kommende Lietzen, die er bis 1811 innehatte. Bei der Auflösung der Ballei Brandenburg und dem Verlust seiner Kommende wurde er mit 5.700 Talern abgefunden. Für den Krieg von 1806 wurde er ein nochmal aktiviert und erhielt das Kommando über das erste Reservekorps zwischen Dessau und Wittenberg. Er bekam dafür den Schwarzen Adlerorden. Am 25. Oktober 1806 ging er aus gesundheitlichen Gründen in den Ruhestand.